# 僕が本当に若かった頃
『僕が本当に若かった頃』（ぼくがほんとうにわかかったころ）は大江健三郎の短編小説集である。1992年講談社より刊行された。1996年講談社文芸文庫より文庫版が出版されている。
オペラ台本である「治療塔」以外の作品は全て大江らしき壮年の作家「僕」を語り手としており、私小説の体裁をとっている。

## あらすじ
- 火をめぐらす鳥（「Switch」／1991年7月）

伊東静雄の詩「鶯」を僕は少年のころから愛好してきた。「（私の魂）といふことは言へない／その証拠を私は君に語らう」。この詩を僕は「個を超えた、そして個を含みこむ」共通の魂がある、という風に理解してきた。僕の長男は頭蓋にディフェクトを持って生まれて知的な障害を持つ。しかし彼は優れた聴覚をもち、幼児のころには多数の野鳥に声を聴き分けることが出来るようになった。彼が鳥の声を聴きつけて「──ウグイス、ですよ」という声に和して自分も呟きながら僕はこの詩のことを想った。息子が小学校の特殊学級に入学すると鳥の声に興味を示さなくなり、僕も妻も喪失感を覚えた。近頃、僕は研究書を読んで自分の詩の解釈が誤っていたことを教えられる。しかし僕は自分にとって魅力的な誤った解釈に未練を残している。現在のこと、僕は福祉作業所に通う息子を送るために二人で駅のプラットホームに立っている。電車がホームにはいってくる瞬間に息子が癲癇をおこし、電車に向かって倒れかかる。それを防ごうとした僕は転倒し、頭を強くうち流血する。仰向けになったまま息子を安心させるために「──イーヨー、イーヨー、困ったよ。一体なんだろうねえ？」と声をかけたところ、ちょうど斜め上方から響いてくる鳥の声について、またあきらかにそれ以上のものについて、息子は答える。「──ウグイス、ですよ。」僕は自分の詩の解釈そのもののような息子と自分の魂の照応を感じる。
- 「涙を流す人」の楡（「LITERARYSwitch」／1991年11月）

僕は文学賞の授賞式に出席するためにブリュッセルのN大使の公邸の離れに妻と共に滞在している。パーティの翌朝の朝食の席で、N大使は顔色がすぐれず鬱屈した様子に見える。妻にそう話すと、妻は鬱屈しているのはむしろ僕のほうではないかと指摘する。僕にはその理由に心当たりがある。公邸の庭に立つ巨大な楡の木に、少年時代の罪障感をともなう曖昧な記憶を呼び起こされているからである。僕はその記憶をN大使に話してみる。僕が七、八歳のころ、山遊びからの帰り道、村の外れの楡の木の根方で、少年の目には不思議にみえる人々が埋葬を行っているのを目撃した。そしてその夜、父親たちが鶴嘴やスコップをもって出かけていく気配を漠然と覚えている。僕は父の早死にとこの出来事に関連があると考えている。N大使はこの話を、キリスト教徒の朝鮮人労働者が子供を埋葬したところ、父親たちは他所者の遺体を先祖代々の墓所に埋められては困ると掘り返しにいったのだろうと読み解く。自分でも薄々わかっていたことをはっきりと意識化させられて僕はベソをかく。程なくしてN大使は肝臓癌でなくなる。僕の故郷では道路の新設工事の際に十字架とハングルの記された堅牢な墓石が見つかる。幼年期の記憶から暗いものが洗い流されて、亡くなった父との和解ももたらされる。僕はN大使の葬儀の弔辞で、談論において常に自分の自閉的な思い込みを越える展望を開いてくれたことに感謝を述べたが、この一件もまさにそうであった。
- 宇宙大の「雨の木（レイン・ツリー）」（「LITERARYSwitch」／1991年1月）

僕はフランクフルトで開催されたブックフェアにパネラーとして参加した。そこに『「雨の木」を聴く女たち』で描いたことのあるアガーテとペニーが訪ねてくる。同地でペニーの夫・高安カッチャンの息子でロックミュージシャンのザッカリー・Ｋ・高安の新しいアルバム『宇宙のへりの鷲』のプロモーションが行われる予定で、彼女らは僕の参加を強要する。プロモーションの記者会見でアガーテは僕の作品は高安カッチャンの人間と思想に大きな影響を受けていると説明する。僕はペニーから郊外のドライヴに誘われる。車中でペニーは、高安カッチャンは形ある作品を残さずに死んだが、長大なノートに構想は示されており作品を作ったも同然だと主張する。僕も少なくとも作家の側から見れば、作品を準備する・作品を書きあげる、この両者に本質的な違いはないと同意する。ペニーは僕に高安カッチャンの構想の実現としてのザッカリーの音楽をカーステレオで聴かせようとするが、僕はいま自分が書きあぐねている作品を形にするまではそれを聴くのを避けたいという気持ちがある。ペニーは僕の望むとおり音楽の再生を止める。そこから時が過ぎて、今朝のこと、先輩の文学者Sさん（清水徹）から贈呈された著作にあったダンテ・ガブリエル・ロセッティの詩行を読んで、僕は書きあぐねていた「不死の人」をめぐる小説の始動を感じる。この小説を書き上げたら、何の怯みもなくザッカリーの音楽、宇宙のへりの鷲の羽ばたきの懐かしい羽音に耳を傾けられるだろう。
- 夢の師匠（「群像」／1988年10月）

敬愛していた作家の葬儀の後に喫茶店でビールを飲みながら、作曲家Tさん（武満徹）から彼が作曲するオペラの台本を書かないかと誘いを受ける。オペラのための物語を自分の経験の中から探すうちに、少年時代の不思議な記憶「夢を見る子供」と「夢を読む人」のことが思い起こされる。僕は懊悩のように胸中に残るこの記憶と類似する事例を『平田篤胤全集』、ゲルショム・ショーレムの『ユダヤ神秘主義』で読んだことがある。この話を前置きとして三幕のオペラ台本が置かれる。物語は次のとおりである。青年の「夢を見る人」が見る予知夢を壮年の「夢を読む人」が解釈して言葉を与える、という形で二人組が未来予知をしている。壮年が出資者を募って会を主催して経済界の大物たちの事業判断のために予知を行なっている。青年は人類の運命のような大事な問題ではなく、ただの金稼ぎのために自分の能力が使われることに不満を抱いている。青年は同じ考えを持つ出資者の娘とともに壮年のもとを離れる。青年と娘を中心にコンミューンが出来上がり、娘が夢の読み手となって未来予知をする。夢では核戦争で荒廃した地球から優秀な人間が選抜されて、大多数を置き去りにして宇宙船団で旅立っていくという未来が語られる。青年は夢を見る能力を使いすぎて消耗して死ぬ。娘は青年との間にできた子供を連れて壮年のところへ行き、自分を新しい「夢を見る人」にしてほしいと懇願する。壮年は「未来を予知してなんになる？」と言うが、娘は「夢を見る人」がいなくなると若死にした青年の生涯もコンミューンの活動も無意味になってしまうと答える。壮年が夢を読む。娘ではなく子供が夢を見始める。壮年と娘が夢を読み唱和する。やはり宇宙船団の未来が語られる。
- 治療塔（「新潮」／1991年1月）

長編小説『治療塔』の物語をオペラ台本にしたものである。（上述の『夢の師匠』で予知される未来の物語である）
- ベラックヮの十年（「新潮」／1988年5月）

僕は十七歳の頃に初めて『神曲』を読んで以来、自分は悔い改めるのが遅かったので急いでも煉獄の門を直ぐには通れないと言って怠惰に時間を過ごすベラックヮというキャラクターに惹かれ続けている。四十歳を過ぎて『神曲』を原語で読もうと発心した僕はイタリア育ちの女子大生の由木百合恵さんを家庭教師にしてイタリア語を勉強し始める。ある日百合恵さんが鬱屈しているため事情をきくと、不注意から妊娠してしまったのだという。百合恵さんはカトリック教徒であり中絶はできない。ボーイ・フレンドは結婚には逃げ腰であるという。百合恵さんは僕が作家として難所に差し掛かって行き詰まっていることを指摘して、自分と結婚してイタリアで新生活を始めないかと言い始める。そして僕の書棚にあった前衛芸術家の回顧展の図録の死体愛好的な図像を模した姿で「局部」を見せて僕を誘惑する。何か「欠落しているもの」があるように思われ、それ故に拒まれているような感じがして、僕は誘惑には応じない。悄然とする百合恵さんにワインを飲ませているうちに外出先から妻が帰宅する。妻は百合恵さんと話をして普通の妊娠ではないと察して彼女を産婦人科に連れて行く。結果、彼女は想像妊娠であったことが判明する。その後、百合恵さんは僕と同年輩のイタリア人と結婚する。十年ぶりに僕の家に遊びに来た百合恵さんは、妻がご馳走を作るために近所のスーパーに買い物に出ている間に「二人で罪をおかしましょう」と僕を誘惑する。僕が逡巡していると彼女の表情に「若わかしくみずみずしい羞恥の発露」が見られる。十年前の誘惑のときも、彼女の顔を覗き込みさえすれば、同じ表情はあったはずだが、僕はそれを見ずに拒まれていると感じたのであった。「──十年間、遅かった！」と僕はいう。
- マルゴ公妃のかくしつきスカート（「文學界」／1992年2月）

テレビの取材で知り合ったカメラマン篠君がフランス・ユマニスムの大家W先生（渡辺一夫）の弟子である僕にマルゴ公妃のことを聞きにくる。マルゴ公妃は色情狂として知られ、かくしつきスカートに愛人の心臓を十四個隠し持っていたとされる。篠君はマルゴ公妃について知ることが恋着しているマリアさんを理解する参考になると考えていた。マリアさんはフィリッピンからやってきた不法滞在の女性でセックスにずばぬけた資質を持っており中小企業主らに共同で愛人として囲われている。彼女は同郷のフェルナンデス青年の主催する移動システムの「教会」の信仰をしており多額の献金をしているが、彼とは性的な関わりもあり、二、三ヶ月に一度彼と会うと特別な性的陶酔の状態になるという。彼女は強い匂いが漏れでる怪しげな小型トランクを常に所持している。篠君が撮影したマリアさんのビデオをみて、僕はマリアさんの色欲と信仰生活はマルゴ公妃がそうであったように一体不可分なのではないかと分析する。篠君も、ある日フェルナンデス青年との面会から戻ってきたマリアさんを見て、彼ら二人の関係はただの色欲ではすまない超越的なもので、それはマリアさんを自分の手の届かぬところへを押しやるものであるという絶望的な確信を持つ。篠君はマリアさんに求婚し、フェルナンデス青年と別れろと迫り、嬰児のミイラが入っているらしきトランクを取り上げて棄てようとする。マリアさんはそれを取り返して逃亡する。マリアさんは「教会」によって嬰児がよみがえると考えていた。マリアさんを探し出すと電話で僕に告げた篠君もその後消息を断つ。
- 僕が本当に若かった頃（「新潮」／1992年1月1日）

僕が大学生の頃、指導教官から紹介を受けて、高校生の繁くんの家庭教師となった。僕はすでに習作を書き始めており、僕が小説を書いていることを知った繁くんは僕が書くべき『僕が本当に若かった頃』というタイトルの「成功する小説」の構想を出してきた。繁くんによれば「成功する小説」の条件は自動車で走るシーンが出てきて映画の原作になるような小説だという。繁くんは二人の若者の自動車を駆っての青春の冒険譚というプロットまで考えていた。繁くんは実地に取材する必要があると夏休みに僕と二人で北海道まで自動車旅行をするプランを立てる。繁くんは自動車に情熱を持っており既に運転には熟達しているので繁くんが運転を担当するが、十六歳で免許は持てないため警察対策で僕が免許を所持している必要がある。僕は免許を取ろうと教習所にいくが弱視が判明して免許は取れない。そこで僕の代わり繁くんの叔父・靖一叔父さんが同乗することになる。靖一叔父さんは中国の戦場で兵役について敗戦後は自給自足の隠遁生活をしている男性である。夏休みになり僕は実家に帰省する。実家に繁くんの旅行の手紙が届き始め、僕はそれをもとに『僕が本当に若かった頃』を執筆し始める。しかし繁くんたちは事故を起こしてしまう。靖一叔父さんは死亡し、繁くんは重傷を負い入院する。事故は、泥酔した靖一叔父さんを脅かして最も恥ずかしい秘密を告白させようとした繁くんが猛スピードをだしたことに原因することがわかる。事故死の間際、靖一叔父さんは中国の戦場での残虐な行為を告白した。靖一叔父さんを残酷な形で死なせた罪悪感に苛まれた繁くんは日本を「亡命」してアメリカの大学に進んだ。それから三十五年過ぎた現在、繁くんは僕に手紙をよこしてきた。手紙によると繁くんはそのままアメリカで理科系の研究者となった。アメリカで二回結婚し一回目の結婚のときの娘が麻薬中毒で亡くなった。葬儀のときに先妻を乗せて車を運転していて、昔の事故の真相に思い当たる。靖一叔父さんは罪を告白しながら助手席からアクセルを踏み込んで自殺したのだった。繁くんはこの手紙の内容も含めた出来事全体を『僕が本当に若かった頃』のタイトルで小説にしてほしいと言う。
- 茱萸の木の教え・序（「群像」／1992年4月1日）

僕には同い年の従妹タカチャンがいた。タカチャンは幼児のころに親に捨てられて村の勢力家であった僕の伯父の家に引き取られて育てられた。タカチャンが京都の大学の人類学研究室に勤めていたころは学生紛争の最中で、建物を占拠した学生らがおこした騒動の巻き添えになり頭部に大怪我を負う。タカチャンは癲癇を発症し、精神を病むようになり長い病床生活を経て、三年前に亡くなった。タカチャンの生涯を不憫だと考える伯父はタカチャンを記念する小冊子を作りたいといいはじめた。東京で文筆業を行う僕を編集事務にすえる旨を伝える挨拶状を関係者に送付した伯父は、その後、僕の家にタカチャンの遺稿を収めたダンボールを送ってきた。僕はタカチャンの若い頃の日記を読みながらタカチャンとのの思い出を回想する。タカチャンと僕の間柄はいつも「いじけている」僕を、タカチャンが「ワイセツ」をやって励ますというようなドライな性関係をともなうものであった。このようにタカチャンは何につけ実際家でさばけたタイプだったのだが、遺稿の中にはそうしたタカチャンの人物像と乖離する色あいの文章が含まれていた。それによるとタカチャンは伯父の家の庭に植っていた茱萸の木を通じて神秘的なヴィジョンとして世界の進み行きの全体を見ており、自分の運命も見通していたのだという。僕はこの文章について妹と話す。妹はタカチャンは自分の不遇な人生を自分に納得させるために茱萸の木の理論を作り出していたのではないかという。そのうちに僕の家にタカチャンが親しくしていた教え子たちから追想の文章が届き始める。タカチャンは彼女らの人生の先行きを見晴らした上で「茱萸の木の教え」としてアドバイスの手紙を送っていたことがわかる。タカチャンが本当に神秘的なヴィジョンを見ていたのか、それともカンや熟慮に基づいてアドバイスをしていたのか本当のところはわからない。僕はタカチャンの手紙をまとめて「茱萸の木の教え」の小冊子とする。

## 関連書籍
- 『「雨の木」を聴く女たち』新潮社、1982年
- 『河馬に嚙まれる』文藝春秋、1985年　− 短編「四万年前のタチアオイ」において「茱萸の木の教え・序」のタカチャンとのエピソードが描かれている。
- 『治療塔』岩波書店、1990年
- 『オペラをつくる』（武満徹と共著）岩波書店、1990年　- 武満徹とのオペラの構想が語られている。

## 時評
作品発表時の時評として主なものに以下のものがある。
- 安井侑一・青野聰・富岡幸一郎「創作合評（大江健三郎『夢の師匠』）」『群像』1988年11月
- 小島信夫・秋山駿・木崎とし子「創作合評（大江健三郎『僕が本当に若かった頃』）」『群像』1992年2月号
- 川本三郎「動き続ける新しい過去を再検討するー大江健三郎『僕が本当に若かった頃』」『文學界』1992年9月号